# فلاشتینگن
فلاشتینگن (به آلمانی: Flechtingen) یک شهر در آلمان است که در Börde واقع شده‌است. فلاشتینگن ۲٬۸۵۲ نفر جمعیت دارد.